# نوراپسین

طیف جذب عادی سه نوراپسین انسانی و رودوپسین انسانی (خط تیره). ترسیم‌شده پس از Bowmaker and Dartnall (1980).

نوراُپسین یا اپسین نوری یا فتوپسین (به انگلیسی: Photopsin) (همچنین به عنوان اپسین‌های مخروطی (Cone opsins) شناخته می‌شوند) پروتئین‌های گیرنده نوری هستند که در سلول‌های مخروطی شبکیه یافت می‌شوند و اساس دید رنگی هستند. نوراپسین‌ها رنگ‌بر شبکیه را متصل می‌کنند و یدوپسین‌ها را تشکیل می‌دهند. یدوپسین‌ها در دید روزانه استفاده می‌شوند و مشابه رودوپسین (دیداری ارغوانی) هستند که در بینایی تاریکی استفاده می‌شود.

## کارکرد
اپسین‌ها گیرنده‌های جفت‌شده با پروتئین جی (G) از خانواده پروتئین رتینیلیدین هستند. ایزومریزسازی 11- cis -retinal به all- trans -retinal توسط نور سبب ایجاد تغییر ساختاری در پروتئین می‌شود که نوراپسین را فعال می‌کند و تغییرهای اپی‌ژنتیک را افزایش می‌دهد.

## انواع
اپسین‌های مختلف در چند اسید آمینه متفاوت هستند و نور را در طول موجهای مختلف به عنوان رنگدانه‌های متصل به شبکیه جذب می‌کنند.
| نوع مخروطی                           | نام | دامنه             | اوج طول موج     |
| ------------------------------------ | --- | ----------------- | --------------- |
| S (OPN1SW) - "tritan", "cyanolabe"   | β   | – نانومتر         | ۴۲۰–۴۴۰ نانومتر |
| M (OPN1MW) - "deutan", "chlorolabe"  | γ   | 450 – ۶۳۰ نانومتر | ۵۳۴–۵۴۵ نانومتر |
| L (OPN1LW) - "protan", "erythrolabe" | ρ   | 500 – ۷۰۰ نانومتر | ۵۶۴–۵۸۰ نانومتر |